# Rosolina
Rosolina är en ort och kommun i provinsen Rovigo i regionen Veneto i Italien. Kommunen hade 6 383 invånare (2018).